# Ренука
Ренука, или Конкана (санскр. Renukâ, от renu = цветочная пыль), — в индийской позднейшей мифологии дочь царя Прасенаджита или Рену, жена брахмана Джамадагни и мать Парашурамы («Рамы с топором») — шестой инкарнации Вишну.
История её супруга, одного из семи мифических риши (великих индийских мудрецов), живших в седьмой манвантаре (саптариши), то есть в современном периоде, рассказывается в «Махабхарате», «Рамаяне» и «Бхагават-пуране».

## Семейная история
Джамадагни жил со свой женой неподалеку от Ганга, и Ренука могла, за свою святость и чистоту, носить воду из реки без всякого сосуда, в виде скатанного шара, но однажды эта святая жена осквернилась и лишилась драгоценного дара. А именно зрелище супружеских ласк царя небесных певцов и музыкантов, полубогов гандхарвов, Читра-ратхи и его жены, внушило Ренуке нечистые мысли: её супруг, заметив это, приказал своим сыновьям умертвить мать. Трое старших отказались это сделать и были прокляты отцом, после чего обратились в идиотов. Четвёртый сын, Парашурама, отрубил ей голову, за что Джамадагни обещал ему всяческие милости. Между прочими пожеланиями Парашурама попросил отца возвратить мать к жизни в прежней её чистоте и полном неведении о случившемся с ней, а также вернуть разум его братьям. Всё это было исполнено Джамадагни.

## Обожествление Ренуки
В Индии народной богине Ренуке посвящён храм богини Йелламмы, именуемой также Шри Ренука-деви, в районе Саундатти штата Карнатака на юго-западе страны.
Имя Ренуки носит самое большое озеро в северном штате Химачал-Прадеш — озеро Ренука, а также природный заповедник Святилище Ренуки там же.